# Castell de Santa Bàrbara (la Freixneda)
El castell de Santa Bàrbara és un castell medieval situat sobre el cim d'un tossal sobre el poble de la Freixneda (Matarranya). Actualment en queden poques restes.
El cim del tossal és un planell d'uns 40 metres de llarg per uns 17 d'amplada màxima. Tot el seu perímetre està recorregut per restes de murs defensius que en bona part limiten amb l'espadat. L'accés al castell era un pas estret tallat entre dues roques. A més hi ha al cim diferents zones aplanades que podien haver allotjat construccions, de datació incerta, i una cisterna d'uns 18 metres cúbics de capacitat.
Al voltant del cim hi ha diferents restes de parets, i es considera que l'espai on ara hi ha el cementiri de la Freixneda podria haver estat el recinte jussà del castell mentre que el cim era el recinte sobirà.
Les restes d'una torre que hi ha al cim són posteriors a l'edat mitjana.
L'origen del castell se situa al temps de la reconquesta del terme per Ramon Berenguer IV cap al 1157-1160, i uns anys més tard va pertànyer a l'orde de Calatrava, del que la porta en conserva un escut. Va ser utilitzat a la guerra de successió i a la primera guerra carlina va ser ocupat per les tropes de Ramon Cabrera, que el van modificar per adaptar-lo a les necessitats de l'artilleria i els fusells, i que el van destruir quan el van haver d'abandonar el 1839.